# Claude Chenard
Pour les articles homonymes, voir Chenard.
Claude Chenard est une actrice française née en 1920 à Paris.

## Filmographie
- 1949 : Le Signal rouge de Ernst Neubach : Poldi Paladi, la chanteuse
- 1949 : On demande un assassin de  Ernst Neubach : Kiki

## Opérette
Claude Chenard joue également dans l'opérette Les Aventures du roi Pausole d'Albert Willemetz, d'après le roman de Pierre Louÿs et la musique d'Arthur Honegger. L'opérette a été jouée au Théâtre des Capucines à Paris, au cours de la saison 1947-1948.